# Девушка в зеркале
«Девушка в зеркале» (англ. Girl in Mirror) — картина в стиле поп-арт, созданная американским художником Роем Лихтенштейном в 1964 году. Она выполнена фарфоровой эмалью на металле и существует, как считается, в 8-10 копиях. Одна из них в 2012 году стала причиной иска на $14 млн 2012 года из-за её продажи в 2009 году, в то время как другая версия «Девушки в зеркале» была продана в 2010 году за $4,9 млн. Хотя в ней используется техника точек Бен-Дей, как и во многих других работах Лихтенштейна, работа была вдохновлена нью-йоркским метро, а не непосредственно рисунком из комикса, традиционным источником вдохновения для художника.

## Анализ

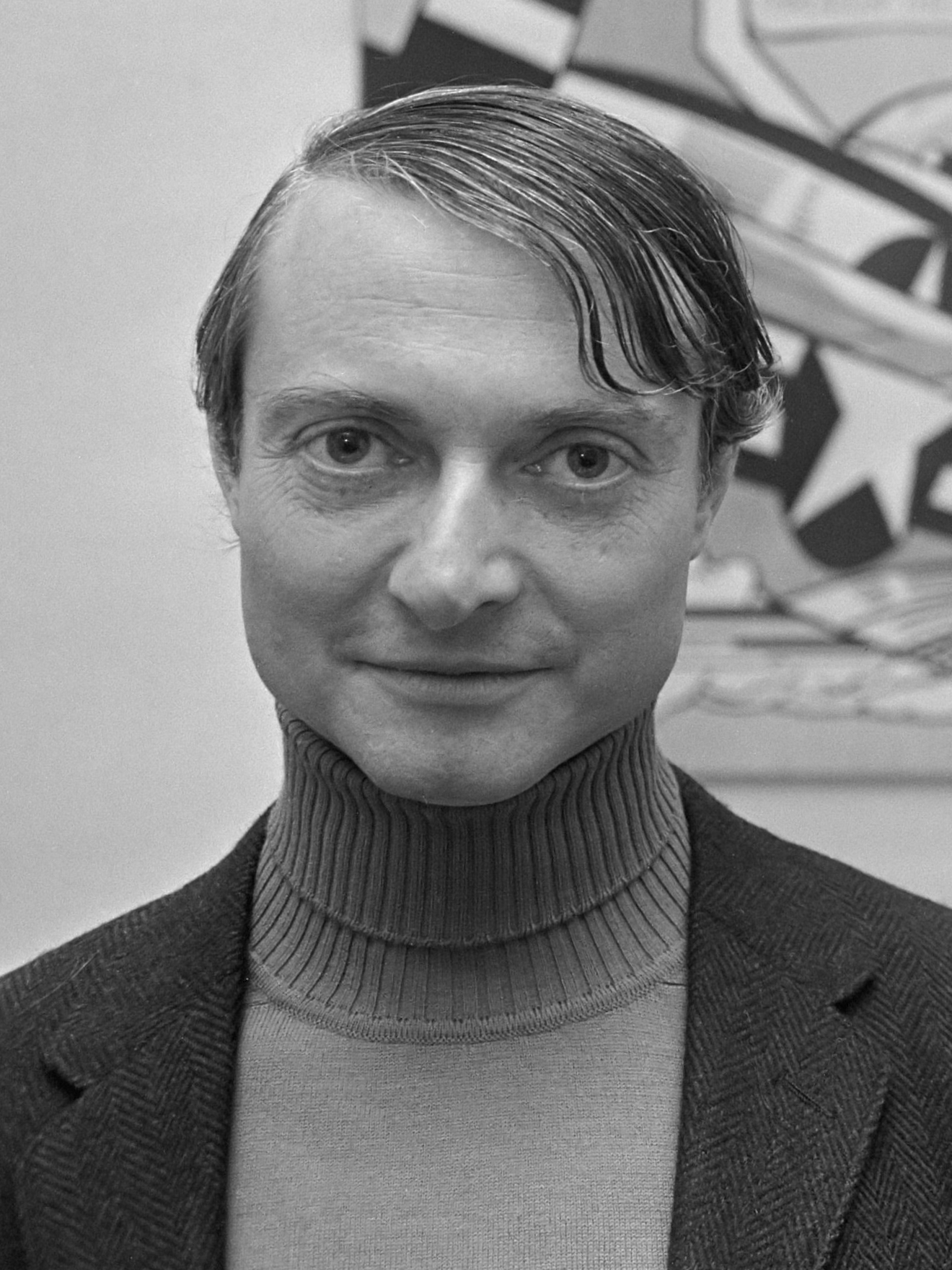
Рой Лихтенштейн в 1967 году.

В работе «Девушка в зеркале» Лихтенштейн использовал традиционную для своего творчества технику точек Бен-Дей, но при её создании он был вдохновлён отделкой знаков в системе Нью-Йоркского метрополитена, отличавшейся сильным отражающим эффектом. Это наблюдение повлияло и на его последующие главные керамические работы. Эмаль способствовала большему механическому проявлению на его картинах, при этом остававшихся в двух измерениях. После 1963 года вид женщин, заимствованных Лихтенштейном из комиксов, стал «жёстким, живым, непрочным и равномерно модным, будто бы все они вышли из одной баночки с косметикой.» Композиционно произведение является одним из нескольких примеров в творчестве художника, где пространство становится настолько тесным, что волосы её героини выходят за края картины.

## Версии
Одна из версий «Девушки в зеркале» стала предметом судебной тяжбы, связанной с продажей в 2009 году без необходимого разрешения. Ещё одна версия этой работы была продана на аукционе Кристис (Рокфеллеровский центр, Нью-Йорк), на вечерних торгах послевоенного и современного искусства, за $4 898 500 (премиум) 10 ноября 2010 года. Хотя ожидалось, что она будет продана за сумму в диапазоне лишь $3-4 млн. Традиционно считается, что существует 8 вариантов «Девушки в зеркале», однако Клэр Белл из Фонда Роя Лихтенштейна утверждала, что инвентарные записи для Галереи Лео Кастелли, где Лихтенштейн выставлялся в 1960-х годах, свидетельствуют о возможных 10 версиях работы. Одна из них выставлялась в Галерее Гагосяна в Нью-Йорке в 2008 году. Кроме того, зафиксировано ещё три продажи на аукционах «Девушки в зеркале»: 5 мая 1986 года на Сотбис в Нью-Йорке за $100 000 (с молотка), 4 мая 1987 года там же за $150 000 (с молотка) и 15 мая 2007 года там же за $3 600 000 (с молотка)/$4 072 000 (с учётом сборов).

## Иск 2012 года
18 января 2012 года в Манхэттене был подан иск в суд штата Нью-Йорк по делу, связанному с двумя более ранними федеральными делами. В иске содержалось утверждение об отсутствии разрешения, а также о мошенническом искажении состояния картины при её продаже. Иск был на $14 млн, включая $10 млн в качестве штрафа за принесённые убытки. 93-летняя Джен Коулз утверждала, что в 2008 году её сын, нью-йоркский арт-дилер Чарльз Коулз, передал версию «Девушки в зеркале» Ларри Гагосяну для продажи без её согласия. Согласно иску Гагосян сознательно лгал, что картина была повреждена и продала её между августом и декабрём 2009 года за $2 млн, взяв комиссию в размере $1 млн, вместо её рыночной цены с минимальной оценкой в $3 млн.